# Chlorogalum angustifolium
Chlorogalum angustifolium là một loài thực vật có hoa trong họ Măng tây. Loài này được Kellogg mô tả khoa học đầu tiên năm 1863.